# Augustin Bernaer
Augustin Bernaer, né le 8 mai 1926, à Molenbeek-Saint-Jean, en Belgique, est un ancien joueur belge de basket-ball.